# 于尔根·施罗德 (赛艇运动员)
于尔根·施罗德（德語：Jürgen Schröder，1940年3月6日—），德国男子赛艇运动员。他曾代表德国联队参加1964年夏季奥林匹克运动会赛艇比赛，获得男子八人单桨有舵手银牌。